# Милетци
Милетци (на сръбски: Милетци) е село в Босна и Херцеговина, разположено в община Соколац, в ентитета на Република Сръбска. Населението му според преброяването през 2013 г. е 49 души, от тях: 49 (100 %) сърби.

## Население
Численост на населението според преброяванията през годините:
- 1961 – 157 души
- 1971 – 123 души
- 1981 – 88 души
- 1991 – 78 души
- 2013 – 49 души